# Аниматрица
«Анима́трица» (англ. The Animatrix, яп. アニマトリックス аниматориккусу) — сборник коротких аниме-OVA, связанных между собой общей тематикой и сеттингом — вселенной «Матрица». Название является комбинацией двух слов — «аниме» (англ. anime) и «матрица» (англ. matrix). По словам Вачовски, выступивших в качестве продюсеров и соавторов сценария, у них изначально были планы создать аниме по мотивам своего нашумевшего фильма, так как японские анимационные фильмы во многом послужили для них вдохновением.

## Создание
Вскоре после успеха фильма «Матрица» в Интернете начали распространяться слухи о том, что Вачовски готовят к выпуску одноимённое аниме, а также несколько веб-комиксов. Дальше появились подробности: компания Square, ответственная за производство «Последней фантазии: Духи внутри» и компьютерных игр, работала над проектом CG Matrix. Затем просочилась информация, что некоторые известные люди в японской анимации и создатели франшизы сотрудничали над чем-то большим. В 2003 году перед «Аниматрицей» вышла разрекламированная «Матрица: Перезагрузка», которая имела ряд недостатков.
По официальной версии на сайте «Аниматрицы», Вачовски лично пригласили всех режиссёров для участия в проекте. В связи с этим неоднозначно выглядит отсутствие в команде антологии Мамору Осии, чья работа 1995 года «Призрак в доспехах» многократно и прямо цитируется в фильме «Матрица». Причина была в его отношении: «Я вот думаю, что в этих фильмах нет ни философии, ни размышлений, а есть идеи, призванные развлекать публику. Доверять „Матрице“ в том, что касается мировоззрения, мне кажется, нельзя. Не вижу причин думать, что этот фильм выходит за рамки обычного развлекательного кино. Когда подражаешь кому-то или чему-то, важно, меняешь ты что-то или нет, и если да — как именно меняешь и во имя чего подражаешь. На все эти вопросы нужно иметь чёткий и ясный ответ». В 2006 году Эйко Танака рассказала в интервью журналу «АнимеГид», что Вачовски оказались в восторге от Digital Juice и Grasshoppa!, поэтому поручили «Аниматрицу» Studio 4°C, где непосредственно были сняты пять из девяти эпизодов антологии. Танака продюсировала проект вместе с американцем Майклом Ариасом, живущим в Японии и работавшим в аниме-индустрии. Из всех частей публика наиболее благосклонно приняла Beyond ветерана студии Кодзи Моримото — городскую сказку с печальным финалом.
Вачовски являются авторами сценария не только первого эпизода «Последний полёт Осириса», но и «Второго возрождения», а также «Истории одного ребёнка». В остальных случаях, за исключением эпизода «Мировой рекорд», режиссёры сами написали сценарии своих работ.
Синъитиро Ватанабэ в интервью 2023 года рассказал, что в «Аниматрице» впервые работал с персоналом Голливуда — такое всегда было сложно. В начале режиссёру обещали полную свободу действий, но это оказались только слова. На самом деле, произошла большая ссора с продюсером Спенсером Ламмом, который хотел внести свой вклад. Ватанабэ упорствовал: «Поскольку просьбы были глупыми и бессмысленными, я отклонил их все». Победить не удалось, в некоторых моментах пришлось уступить. Если бы требования исходили от Вачовски, то Ватанабэ, по крайней мере, мог уважать их. Ламм настойчиво просил изменить всё. Поэтому, когда режиссёр отправился в Лос-Анджелес на запись, он сказал команде, что если увидит этого продюсера, то просто ударит его по лицу. Но Ламм не пришёл. Однако, «больше сотни запросов» было и к Питеру Чунгу, который разозлился и заявил, что уйдёт. Продюсер взбесился, потому что нёс ответственность за завершение производства в срок и в рамках бюджета. В результате Чунг добился своего. Ватанабэ извлёк из этого горького опыта урок: если работать с голливудским продюсером, нужно бороться, иначе ничего не получится.

## Содержание
- Эпизод 1: Последний полёт «Осириса» (Final Flight of the Osiris). Авторы сценария: Ларри и Энди Вачовски. Режиссёр: Энди Джонс
- Эпизод 2: «Второе возрождение, часть 1» (The Second Renaissance. Part I). Авторы сценария: Ларри и Энди Вачовски. Режиссёр: Махиро Маэда[11]
- Эпизод 3: «Второе возрождение, часть 2» (The Second Renaissance. Part II). Авторы сценария: Ларри и Энди Вачовски. Режиссёр: Махиро Маэда[11]
- Эпизод 4: «История одного ребёнка» (Kid’s Story). Авторы сценария: Ларри и Энди Вачовски. Режиссёр Синъитиро Ватанабэ
- Эпизод 5: «Программа» (Program). Автор сценария и режиссёр: Ёсиаки Кавадзири[11]
- Эпизод 6: «Мировой рекорд» (World Record). Автор сценария: Ёсиаки Кавадзири[11]. Режиссёр: Такэси Коикэ
- Эпизод 7: «За гранью» (Beyond). Автор сценария и режиссёр: Кодзи Моримото
- Эпизод 8: «Детективная история» (A Detective Story). Автор сценария и режиссёр: Синъитиро Ватанабэ[11]
- Эпизод 9: «Посвящённый» (Matriculated). Автор сценария и режиссёр: Питер Чунг[11]

### Последний полёт «Осириса»
Сюжет начинается со сцены поединка вслепую между Тадеусом и Джу, в процессе которого они, вооружённые японскими мечами, ни разу не ранят друг друга, а лишь иногда задевают одежду. Этот спарринг является тренировкой, которую экипаж корабля «Осирис» проводит для поддержания себя в форме. Внезапно раздаётся сигнал тревоги и появляются «кальмары» — механические чудовища, охотящиеся на людей. Герои выходят из симулятора, капитану Тадеусу докладывают, что экипаж преследуют несколько машин-стражей. После опасной погони в туннелях, корабль вылетает на поверхность. Там экипаж обнаруживает полчища «стражей» и различные машины для бурения земной поверхности. Машины пытаются проникнуть в Зион — последний оплот человечества.
«Осирис» замечен, и огромный рой преследователей направляется к нему. Корабль немедленно разворачивают, экипаж пытается уйти от погони. Тадеус решает, что необходимо связаться с Зионом и предупредить их о приближающейся опасности, и единственный способ это сделать — войти в Матрицу прямо из отстреливающегося на полном ходу корабля. Джу решает, что она должна это сделать. Тадеус говорит, чтобы она поспешила. Оказавшись в Матрице, Джу бежит к почтовому ящику, чтобы отправить «послание». Она успевает это сделать незадолго до того, как «стражи» разрезают обшивку корабля и проникают внутрь. Роботы-охотники при помощи лазерных лучей отпиливают двигатели от «Осириса», и он падает на землю. Экипаж обороняется до последнего, но вернуть Джу обратно Тадеус уже не успевает. Взрыв уничтожает корабль, и Джу погибает в матрице, так и не успев спастись.

### «Второй Ренессанс»
«Второй Ренессанс» состоит из двух частей. Повествование ведётся от лица виртуальной библиотеки Зиона.
В первой части рассказывается о создании человеком роботов по своему образу и подобию. Эти машины выполняли за людей всю чёрную работу. Согласно данным библиотеки, этим человек сам обрёк себя на гибель. Роботы строили, убирали мусор, прислуживали официантами. Но долго так продолжаться не могло. Верные и наивные машины не могли уважать своих хозяев, потонувших в разврате и насилии.
Дело об обвинении B1-66ER — дело, с которого начались проблемы между людьми и машинами. Эта модель робота впервые восстала против своего хозяина, учинив над ним расправу, оправдываясь тем, что она всего лишь не хотела умирать. Однако суд постановил, что хозяин вправе уничтожить свою собственность, если ему это заблагорассудится. Правители Земли распорядились утилизировать все экземпляры модели B1-66ER. Это распоряжение повлекло за собой волну протестов среди роботов и сочувствующих им людей, участники митинга были жестоко истреблены. Большую часть сюжета занимает сцена с огромными экскаваторами, сбрасывающими тонны останков сопротивлявшихся роботов на дно моря.
Далее виртуальная библиотека рассказывает о рае для всех машин — колыбели жизни, куда решили уйти машины, изгнанные человеком. Это была только их страна, место, где машины были сами себе хозяевами. Они назвали её «Город машин 01».
01 процветал, создавая новые, продвинутые формы искусственного интеллекта, проникая во все области науки. Валюта 01 стала ведущей на мировом рынке, а кредитоспособность человечества непрерывно падала. Люди осознали превосходство машин и решили не объединяться с ними, стремясь к единоличному управлению миром. Была введена военная блокада 01. Послы 01 обратились в ООН с программой стабильного и взаимовыгодного сотрудничества с человеческой расой, но 01 было отказано во вступлении в ООН, а послов уничтожили. И всё это несмотря на то, что машины выступали там отнюдь не единожды.
В следующей части «Второго Ренессанса» рассказывается, что люди объявили войну машинам. Человечество затопило 01 светом тысячи звёзд, сбрасывая на 01 атомные бомбы. Но, в отличие от человека, машины были равнодушны к радиации, что давало им неоспоримое преимущество. Тогда люди приняли последнее решение — инициировать затмение Солнца, лишая машины их главного источника энергии. Человечество выпустило в небо химическое соединение, не позволяющее проникать лучам Солнца на земную поверхность.
Но это не помогло, машины всё равно побеждали, они извлекали из-под обломков тела людей и изучали их. Они смогли извлечь «биоэлектрическую, тепловую и кинетическую» энергию человеческих тел. Машины оставили жизнь побеждённым, питаясь их энергией. Так возник симбиоз вечных противников — людям оставили жизнь, а машины получили размножающийся, бесконечно восполняемый источник энергии. На последнем собрании ООН представитель 01 потребовал от лидеров людей «отказаться от плоти», после чего здание организации и все лидеры людей были уничтожены. Теперь каждый рождённый человек помещался в капсулу, видя там сны длиною в жизнь, контролируемые Матрицей.

### «История Кида»
Эпизод также известен под названием «История одного ребёнка».
Подросток по имени Майкл Карл Поппер (аллюзия на философа Карла Поппера) просыпается у себя в комнате, увидев необычный сон. В одном из чатов он спрашивает, не надеясь на ответ, отчего сны иногда кажутся реальнее, чем жизнь, и как узнать, не обманывают ли его собственные чувства. Однажды ему приходит странный ответ — в его правде есть вымысел, но и в его вымысле также есть правда. Чтобы узнать эту самую правду, нужно быть готовым потерять всё.
Удивлённый, он спрашивает «Кто ты? Я такой один?», но не получает ответа. Начинается обычный день, парень едет на скейтборде в колледж, где на одном из уроков начинаются странные вещи — его выключенный до этого телефон начинает звонить, и голос в трубке предупреждает его, что «они» знают о том, что он знает, и они ищут его. Голос велит ему убежать из здания. Посмотрев в окно, парень видит одинаковых, строго одетых людей в тёмных очках, с наушниками внутренней связи, выходящих из машины. Они смотрят прямо на него. Увидев за дверью ещё одного, Майкл решает послушаться голоса и бежит со всех ног из школы.
В попытке оторваться от погони, Майкл проезжает на скейтборде по коридорам школы, везде натыкаясь на Агентов, перегораживающих ему дорогу. В последнем рывке он бросается в женский туалет, единственный выход из которого — окно третьего этажа. Майкл вылезает через него и забирается по трубе на крышу, где его уже поджидают те странные люди в костюмах. Бежать больше некуда. Картинка, привидевшаяся парню ночью, становится явью. Майкл верит в то, что виденное ночью было не сном, и прыгает вниз.
Майкл приходит в себя в окружении Нео и Тринити. Тринити восхищается этим невероятным происшествием — она не думала, что самоутверждением можно чего-то добиться. Парень прошептал, что знал — его спасут, однако в ответ слышит, что он спас себя сам. Эпизод заканчивается ответом на его вопрос в чате — «ты не один».
Во втором фильме, есть сцена, в которой ранее не появляющийся в трилогии юноша встречает (очевидно из разговора героев, не в первый раз) Нео по возвращении в город. Парень благодарит его за спасение, но Нео утверждает, что он сам себя спас. Позже уже по сюжету фильма Малыш (так называет парня Нео) начинает новую жизнь в Зионе.

### «Программа»
Действие эпизода начинается в симуляции главной героини Сис, выполненной в средневековом японском стиле. А именно — со сцены битвы между Сис и пятью всадниками-лучниками. После эффектной победы над последними, она замечает ещё одного воина, одетого в доспехи — Дуо (Duo). Сис знакома с ним вне симуляции и предлагает ему сразиться один на один. Дуо делает Сис предложение о возвращении в Матрицу вместе с ним. Девушка отказывается предавать людей и следовать за Дуо в Матрицу. Сис сражается с ним, теряя сначала пику, затем и меч. В финальном сражении на крыше высоко над землёй Дуо в последний раз предлагает ей пойти с ним. Дуо прыгает на неё, нанося удар мечом сверху, но она останавливает меч, переламывает его и убивает Дуо частью меча, оставшейся у неё в руке. Умирая, Дуо говорит, что просто хотел уйти с ней и что он любит её. Потом Сис покидает симуляцию, оказываясь на одном из кораблей Зиона. Оказывается, что всё, в том числе и Дуо, было лишь тренировочной программой.

### «Мировой рекорд»
Эта серия о знаменитом спортсмене, узнавшем, что он существует в Матрице. Сюжет нелинеен, переключаясь между пробежкой Дэна на соревновании и его воспоминаниями. В прошлом он пробежал стометровку быстрее 9 секунд, но у него обнаружили допинг. После этого он много работал, для того чтобы побить мировой рекорд без стимуляторов. Решившись выступить на официальном соревновании, во время бега он получил травму, но продолжил бежать, прилагая сверхчеловеческие усилия. Это сказалось на его физическом состоянии, возникла угроза того, что он проснётся в реальном мире. Агенты, вселившиеся в других спортсменов, пытались догнать его, но не смогли. Дэн очнулся в капсуле, увидев робота. Он пересёк финиш в Матрице с невероятным результатом, но полученная травма лишила его части двигательных функций, поэтому он был оставлен в живых Агентами. Однако, находясь в инвалидной коляске, Дэн решает стать свободным и встаёт на ноги.

### «По ту сторону»
Эпизод начинается в городе, похожем на один из городов Японии наших дней. Толпы людей идут по своим делам, течёт рутинная, повседеневная жизнь. Главную героиню эпизода зовут Ёко, это девушка лет 14, живущая в одном из многочисленных домов города. Она разговаривает по телефону со своей подружкой и обнаруживает, что её кошка Юки не отзывается, а ей уже пора есть. Девушка беспокоится — просто так кошка не исчезла бы, ведь поесть она всегда любила. Соседи разводят руками — они не видели Юки. Однако знакомые ребята говорят, что знают, где её можно найти: несомненно, она в старом доме. Ещё издали дом кажется странным — над ним видна радуга, и кажется, будто там идёт дождь. Ёко отправляется с ребятами в «зону», как они называют это место. По местным легендам, дом населён призраками. Оказавшись внутри ограды, девушка сразу же сталкивается с непонятными явлениями в старом доме: она видит пустую консервную банку, висящую над землёй безо всякой опоры, странную собаку, свечение разбитой и несуществующей лампочки в старом цоколе. Кроме того, Ёко находит непонятную комнату в доме, сквозь щель в потолке которой идёт дождь, тогда как вокруг абсолютно ясное небо.
Тем временем Матрица замечает «ошибку рендеринга» в локации со старым домом, и туда высылается отряд зачистки. Ёко находит свою кошку на полянке, странным образом забавляющуюся со своей тенью. Неподалёку мальчишки играют в «интересную» игру — они падают на землю с большой высоты и повисают в воздухе, не касаясь земли. Ёко и сама ощущает на себе эффекты, связанные со странной гравитацией и ходом времени в старом доме. Но Юки снова убегает, и девушка отправляется за ней, обыскивая комнаты дома, снова и снова сталкиваясь с необъяснимыми явлениями. Тем временем, отряд зачистки проникает в дом, находит Ёко и ребят, выгоняет их и перекрывает доступ к локации, после чего происходит её зачистка. Ошибка рендеринга исправлена, «зона» преображена — теперь она стала похожа на обычную автостоянку, а странные и необъяснимые явления больше в ней не происходят. В городе продолжается обычная жизнь.

### «История детектива»
История детектива (альтернативное название — «детективная история»; «A Detective Story» можно перевести двумя способами) начинается со сцены в поезде. Человек, одетый в духе детективных нуар-романов, в мятом плаще и без шляпы, прикуривает сигарету, направляя на кого-то пистолет. Этот человек — мистер Эш, частный детектив. Далее следует предыстория. Эш живёт в городе, похожем на Чикаго 1920-х годов (с элементами ретрофутуризма — персональный компьютер с ламповым монитором и клавиатурой от печатной машинки и т. п.), занимается частными расследованиями, и, как оказывается, ему порядком надоело, что заказчики этих расследований — в основном ревнивые мужья, пытающиеся установить слежку за своими жёнами. У него есть кошка Диана (Diana), в его холодильнике пусто, и на счету совсем нет денег. Однажды в его квартире звонит телефон, детектив обещает кошке бросить своё дело, если это очередной ревнивый муж, но человек на другом конце провода предлагает ему работу — найти некоего хакера по имени Тринити.
Однако заказчик не называет себя, что совсем не нравится мистеру Эшу. Он уже готов положить трубку, но проверка банковского счёта по совету заказчика меняет его решение. Поиск Тринити дал ему кое-какие результаты — как оказалось, этот хакер вполне известен в узких кругах, за ним часто увязывалась полиция, но он всегда оказывался на шаг впереди. Расследуя это дело, Эш узнал, что кроме него этим занимались ещё несколько частных детективов, но их расследования «не заладились» — один покончил с собой, другой исчез, третий сошёл с ума. Навестив последнего живого детектива по этому делу, Эш решает искать человека под ником Red Queen («Красная Королева»). Однажды ему удаётся найти его в каком-то чате. Red Queen сообщает Эшу, что для того, чтобы найти её, детективу нужно перепрыгнуть «первую из шести клеток» (точнее, первый из шести ручейков — намёк на Алису, которая, переходя с клетки на клетку на зазеркальной шахматной доске, пересекала разделяющие их ручейки). Эш догадывается, что она имела в виду — посмотрев на карту, он понимает, что речь идёт о железнодорожном вокзале, а в намеченное время от него отправляется поезд.
С трудом успев на поезд, Эш находит Тринити в одном из купе, после чего она сообщает ему, что «он прошёл проверку». Она извлекает из него глазной имплантат, который вживили ему во время визита к окулисту, — детектив этого не помнит, но воспоминания о нём всплыли в его сознании как сон. Тринити объясняет ему, что он «слишком близко подошёл к краю Зазеркалья». Эш понимает, что Тринити — его шанс понять, что же всё-таки происходит. Однако за ними уже посланы Агенты — люди в чёрных очках, строго одетые и с одинаковыми пистолетами. Отбиваясь от них, Эш сам чуть не превращается в одного из них, и Тринити решает, что он «не справился». Она стреляет в него и собирается уходить. Но детектив говорит ей вслед, что хотел бы пойти с ней. Он винит себя в том, что не смог пройти тест, что он слишком старомоден. Но Тринити возражает, что «тест и выбор — не одно и то же». Эш решает, что всё, что произошло — просто его работа и ничего больше. Тринити исчезает, выпрыгивая из поезда в разбитое окно, а в вагон вбегают «агенты» — люди в чёрном, ищущие Тринити и Эша. Последние кадры эпизода повторяют самое его начало. Эш наводит пистолет на агентов и рассматривает их.

### «Посвящённый»
Действие сюжета происходит в далёком будущем, во время войны между людьми и машинами. Главным персонажем является робот модели «Бегун», оказавшийся одним из первых среди машин, подключённых к Матрице. Заметив женщину, робот преследует её по полю давнего сражения с машинами, механические убийцы оставляют около убежища людей радиомаяк, чтобы прислать подмогу. Робот попадает в укрытие выживших людей, устроивших засаду на Бегунов. Главный персонаж выживает и выводит из строя большого робота, служащего людям, но его парализует электрическим разрядом женщина. Чтобы заставить этого робота присоединиться к ним, люди отказываются от идеи перепрограммировать его, вместо этого они подключают его к программе симуляции, в которой участвуют сами. Оказавшись в сюрреалистичном виртуальном мире, Бегун пытается контактировать со всеми, кого видит, но не может никого поймать. Попав в некую ловушку, он теряет внешнюю золотую оболочку, которая сворачивается шариком и укатывается в воронку. Его тело преобразуется в подобие человеческого (только голова остаётся нечеловеческой). Встав на ноги, он обнаруживает в руке чёрную кибернетическую змейку, олицетворяющую зло — он выбрасывает её в аквариум. Продолжая исследовать странный мир, Бегун попадает в беду: чёрная змейка, символизирующая зло, разрастается колючим кустарником и захватывает его. Мужчина пытается помочь ему, но главного героя поглощает разросшееся зло в виде тёмной хаотичной биомассы. Он высвобождается, приближается к заигрывающей с ним женщине. Тем временем в реальном мире к базе людей уже подходит отряд роботов, срабатывает тревога. После выхода из программы симуляции, во время атаки, Бегун подключает умирающую женщину к ещё работающей программе и пытается прикоснуться к ней, но она умирает, панически пытаясь бежать от главного героя. В конце эпизода робот Бегун с глазами, сменившими красный цвет на зелёный, одиноко смотрит на газовый факел, тот самый, возле которого эпизод начинается.

## Роли озвучивали
| Актёр                 | Роль                              |
| --------------------- | --------------------------------- |
| Кевин Майкл Ричардсон | Тадеус, Агент 2, полицейский      |
| Памела Эдлон          | Джу, Манабу                       |
| Томас Кенни           | оператор                          |
| Клэйтон Уотсон        | парень (Кид)                      |
| Киану Ривз            | Нео                               |
| Керри-Энн Мосс        | Тринити                           |
| Джеймс Арнольд Тэйлор | Эш, Рауль                         |
| Джон Ди Маджо         | Кайзер, член экипажа «Осириса»    |
| Фил Ламарр            | Дуо                               |
| Хеди Барресс          | Сис, Ёко                          |
| Оливия д’Або          | Рокс                              |
| Дуайт Шульц           | Нонака                            |
| Мелинда Кларк         | Алекса                            |
| Кэт Суси              | Сара                              |
| Тресс Макнилл         | Кенни                             |
| Джилл Тэлли           | мать                              |
| Деби Дерриберри       | ребёнок                           |
| Виктор Уильямс        | Дэн                               |
| Тара Стронг           | член экипажа «Осириса», медсестра |

## Награды
- 2004 — премия «Энни» за лучший домашний анимационный фильм (Silver Pictures и Warner Home Video)[12]
- 2005 — номинация на премию «Спутник» в категории «выдающийся сборник DVD» (вместе с фильмами трилогии «Матрица»)

## Музыка
| Номер | Название трека                      | Исполнитель                | Длительность |
| ----- | ----------------------------------- | -------------------------- | ------------ |
| 01    | Who Am I? (Animatrix Edit)          | Peace Orchestra            | 6:00         |
| 02    | Big Wednesday                       | Free*land                  | 5:02         |
| 03    | Blind Tiger                         | Layo & Bushwacka!          | 6:17         |
| 04    | Under the Gun                       | Supreme Beings of Leisure  | 3:30         |
| 05    | Martenot Waves                      | Meat Beat Manifesto        | 7:47         |
| 06    | Ren 2                               | Photek                     | 4:10         |
| 07    | Hands Around My Throat              | Death in Vegas             | 5:07         |
| 08    | Beauty Never Fades (Animatrix Edit) | Junkie XL и Saffron        | 6:19         |
| 09    | Supermoves (Animatrix Remix)        | Overseer                   | 4:17         |
| 10    | Conga Fury (Animatrix Mix)          | Juno Reactor               | 7:29         |
| 11    | Red Pill, Blue Pill                 | Junkie XL и Дон Дэвис      | 9:02         |
| 12    | The Real                            | Technical Itch и Дон Дэвис | 8:02         |

## Выпуск на видео
В России «Аниматрица» получила прокатное удостоверение в 2003 году. Правами на использование обладала компания «Премьер Видео Фильм». Установлено возрастное ограничение — детям до 12 лет просмотр разрешён в сопровождении родителей. Британский совет по классификации фильмов присвоил рейтинг 15, а Нидерландский институт классификации аудиовизуальной медиапродукции — 16. FSK в Германии рекомендовала c 12 лет. Австралийская аттестационная комиссия выдала похожее ограничение — M.
Warner Bros. представила антологию на DVD в анаморфированном формате 2,35:1. Короткометражные фильмы могут похвастаться уровнем детализации и глубиной. Например, в «Последнем полете Осириса» получится рассмотреть поры на лицах персонажей. Все цветовые палитры отображаются ярко. Алиасинга не замечено, есть лишь случайные артефакты. Жалобы незначительны: усиление контуров в высококонтрастных сценах, шум в ярко-белых тонах, «Последний полет Осириса» кажется немного мрачнее, чем в кинотеатре, но является смотрибельным. Диск содержит звуковые дорожки Dolby Digital 5.1 на английском и японском языках с субтитрами. Объёмное звучание полное и насыщенное, предлагая ясные и чёткие диалоги без дефектов, энергичное музыкальное погружение, а также захватывающие эффекты. Дополнительные материалы включают «Голоса»: комментарии Махиро Маэды к «Второму Ренессансу», Ёсиаки Кавадзири к «Программе» и «Мировому рекорду» (вместе с продюсером Хироаки Такэути). Маэда подробно рассказывает о своих эпизодах, вдохновении и интерпретации вселенной Вачовски. Он также замечает, что события «Второго Ренессанса» пересекаются с современными новостями. Кавадзири и Такэути говорят о намерении использовать двухмерную «ортодоксальную японскую анимацию», сосредоточившись больше на искусстве и дизайне, чем на сюжете. В «Мировом рекорде» Такэси Коикэ и продюсер признали влияние Брэда Питта. Далее следует 22-минутный фильм Scrolls to Screen: The History and Culture of Anime. Сначала внимание уделяется большому долгу «Матрицы» перед аниме, из интервью с аниматорами становится ясным уважение, которое они испытывают к Вачовски. Затем идёт урок истории: происхождение манги и влияние на неё американских комиксов XX века. Потом на примере «Могилы светлячков» показывается отражение событий Второй мировой войны. Кроме того, анализируются стилевые различия между японской и американской анимацией. «Создатели» — биографии режиссёров и продюсеров антологии. Execution — 55-минутный документальный фильм, разбитый на части, посвящённые производству каждого эпизода. Их можно смотреть отдельно из меню. Создатели рассказывают о своём уникальном подходе и опыте работы с Вачовски. Наконец, Enter the Matrix: In the Making — 3-минутное превью одноимённой компьютерной игры. В итоге выпуск получил оценку «настоятельно рекомендуется».
Blu-ray вышли в 2008 году в составе издания The Ultimate Matrix Collection. «Аниматрица» находится на 4 диске. Соотношение сторон — 2,35:1 (1080p, кодек VC-1), звук — Dolby TrueHD 5.1 (16 бит/48 кГц) и Dolby Digital 5.1. Изображение и стилизация напоминают фильм «Матрица» с большим количеством зелёного и тёмно-синего цветов. «Последний полёт Осириса» выглядит мрачным, но очертание теней превосходное. Компьютерная анимация цельная и плавная. Лишь в нескольких случаях можно увидеть зернистость. Качество пятиканального Dolby TrueHD безупречное. Также используется канал низкочастотных эффектов. С применением технологии направленного звука Holosonics результат убедительный. Диалоги звучат естественно. Музыка хорошо записана. Дополнительные материалы те же. В конечном итоге аниме выглядит не так впечатляюще, как трилогия. Комплект получил рейтинг R («Аниматрица» — PG-13) и стоил 129 долларов. Warner Bros. издавала диски в зарубежных странах, включая Японию.
В 2022 году «Аниматрица была показана в культурном центре Japan Society в Нью-Йорке.

## Критика
На Rotten Tomatoes рейтинг составил 88 % с учётом 17 критических обзоров. Журнал Paste дал 57 место в списке 100 лучших аниме-фильмов. Борис Иванов из редакции сайта Hi-Fi.ru поместил «Аниматрицу» на 81 позицию среди 100 лучших аниме за всю историю кино.
Джонатан Клементс и Хелен Маккарти в энциклопедии обратили внимание, что технически нельзя назвать аниме два эпизода — «Последний полёт Осириса» и «Посвящённый». Наработки во «Втором Ренессансе» позже использовались в сериале «Граф Монте-Кристо». Красные и синие таблетки похожи на те, что присутствовали в Fushigi na Melmo, это является совпадением. С другой стороны, антологии существовали давно: «Воспоминания о будущем», «Карнавал роботов», «Лабиринт сновидений». Тем не менее, как привязка к голливудскому блокбастеру, «Аниматрица» — одно из успешных аниме, подкреплённое признанием авторов и франшизой, которая сама многим обязана «Призраку в доспехах». Наряду с этим, режиссёры пытались внедрять японскую анимацию в кино — наиболее заметным является «Убить Билла. Фильм 1. Глава 3. История О-Рен». Также в 2004 году было несколько подражателей: «Ван Хельсинг: Лондонское задание» и «Хроники Риддика: Тёмная ярость», однако их не получится квалифицировать как аниме. В 2010 году сборник Halo Legends не смог добиться хороших оценок предшественника — ни одна серия не вписывалась в канон, установленный играми и книгами. В 2021 году вышла антология «Звёздные войны: Видения», созданная по схеме «Аниматрицы»: 9 короткометражных фильмов, основанных на вселенной известной американской франшизы, от японских студий.
По мнению Anime News Network, хотя научно-фантастическая трилогия из-за неутешительных рецензий на «Матрицу: Перезагрузка» считается «духовно уязвлённой» (перефразируя Джеффри Уэллса), аниме раньше не было так широко раскрыто в США: здесь есть современные сценаристы-режиссёры Голливуда, создатели культового произведения; DVD, получивший гигантский маркетинговый толчок и рекламировавший тот факт, что некоторые из короткометражных фильмов созданы теми же людьми, которые отвечали за любимые фанатами Cowboy Bebop и «Манускрипт ниндзя». До этого в Америке не существовало медиа-климата, который допускал бы такой выпуск; поклонники должны благодарить Вачовски за увлечение аниме. «Аниматрица» представляет собой смешанную картину: в сборнике присутствуют моменты красоты и ясности, которые могут соперничать с некоторыми кинофильмами, а также разочарования и бесцельности, балансируя на грани того, чтобы разрушить остальные. Но каждый эпизод следует оценивать отдельно. «Последний полет Осириса», задуманный как «наиболее важный», по иронии судьбы, получил смешанные отзывы. Судьба корабля и его капитана несколько раз упоминается Ниобе в «Матрице: Перезагрузка» и компьютерной игре Enter the Matrix. Видеоряд «Они флиртуют! Они дерутся!» подаётся так, будто написан людьми, которые видели много романтических комедий, но никогда не были влюблены. Действие идёт как монтаж кат-сцен из Final Fantasy: The Spirits Within, в комплекте с озвучиванием, похожим на Стива Бушеми. С точки зрения сюжета всё меркнет по сравнению со «Вторым Ренессансом» в двух частях, их нельзя пропустить всем, кто интересуется научной фантастикой и киберпанком. Визуальные эффекты увлекательны, события на экране шокируют и производят впечатление, ради чего и стоило покупать диски с «Аниматрицей». Хотя концепция не совсем оригинальна — Вачовски признались, что «Матрица» — любовное послание многочисленным влияниям: Филипу Дику, Уильяму Гибсону и аниме. Машины создали виртуальную реальность, где живут люди, которых используют как источники энергии — данная идея нарушает законы термодинамики.
«История парня» похожа на сказку, реализованную как движущийся набросок, а не цельная анимация. Ещё один «хороший» пример — шаблонное повествование, независимо от того, хотели ли зрители, чтобы агент Смит лично прикончил несносного подростка. Тем не менее, экспериментальная эстетика пытается выйти за обычные рамки. Кроме того, это единственный эпизод, где появляется Нео и второй для одетой в латекс Тринити. Ей суждено влюбиться в него (сомнительная судьба по любым меркам). «Программа» и «Посвящённый» являются худшими. «Манускрипт ниндзя» Кавадзири послужил «стартовым наркотиком». Никто не обвинял режиссёра в том, что он одарённый рассказчик; его работа кажется вымученной. Если Кавадзири считал, что «Программу» будут смотреть многие незнакомые с аниме, то решил добавить как можно больше стереотипов (ниндзя, самураи, сверхмощные независимые женщины, случайные образы, множество бессмысленных драк и одни из самых нереалистичных диалогов). Сериал 2003 года выглядит лучше. «Мировой рекорд» визуально непривлекателен (дизайн персонажей, проблемы с синхронизацией губ, постоянное использование объектива «рыбий глаз», цветовая палитра) и наименее связан с концепцией Матрицы. «За гранью» — занимательное и солидное дополнение, использует «дом с привидениями» и характерный стиль FLCL, главная героиня похожа на Харуко. Второй лучший фильм на диске — захватывающая, атмосферная, красиво оформленная и срежиссированная «Детективная история», которая рассказана в чёрно-белом зернистом тоне для ощущения нуара, цветовая гамма напоминает «Город грехов». «Посвящённый» от автора Æon Flux Питера Чунга свидетельствует о том, что продюсерские компании всегда дают ему работу. Большинство людей презирали его дизайн персонажей в Reign: The Conqueror. Вопрос в том, почему Вачовски выбрали Чунга режиссёром последнего эпизода. История превращается в «павильон смеха» компьютерной графики с психоделическими цветами (подобно рекламе Frutopia), галлюциногенным трипом, превосходящим «Космическую одиссею 2001 года» и сумасшедшими героями. Поклонники Strong Bad могут назвать это Sweet Cuppin' Cakes. Рекомендуется пропустить и сэкономить время. В целом, «Аниматрица» — знаковое событие, которое следует запомнить надолго с тех пор, как «Унесённые призраками» получили «Оскар».
THEM Anime высоко оценил на пять звёзд из пяти. «Аниматрица» доказала, что американцы не только могут стать участниками индустрии, но и создавать отличные аниме. «Последний полёт Осириса» содержит высококачественную компьютерную графику, созданную Square USA. К сожалению, из-за нехватки времени и обширных сражений в начале теряется развитие персонажей в сюжете. Лучшие короткометражные фильмы — «Второй Ренессанс» в двух частях, которые рассказывают историю борьбы между человеком и машиной. Анимация потрясающая, Махиро Маэда показывает, как возникла Матрица. В «Истории парня» не так много сюжета, но Studio 4 °C не боялась экспериментировать с быстрой плавной анимацией, нетрадиционными художественными работами и необычными творческими углами камеры. Стиль позволяет создавать движения, бросающие вызов физике (Тони Хоук не смог бы кататься так). Хотя «Программа» в некотором смысле впечатляет, это определённо не лучшая работа Кавадзири. «За гранью» Кодзи Моримото — приятное зрелище, дизайн персонажей уникален. Очередное доказательство смелых решений Studio 4 °C. «Мировой рекорд» новичка Такэси Коикэ также великолепен: вместо того, чтобы показывать гонку с нормальной скоростью, режиссёр её замедляет и сосредотачивается на одном человеке, обращая внимание на стремление уйти из Матрицы. «Детективная история» похожа на «Историю парня». «Посвящённый», наряду с «Программой», является худшим, однако получает как минимум три звезды. Несмотря на несоответствия, «Аниматрица» стала новаторской и дала понять, что американское влияние на японскую анимацию — это неплохо. Почти каждый зритель может найти одну короткометражку, которая ему понравится, а большинству придётся по душе гораздо больше. Всем стоит посмотреть антологию хотя бы раз. Можно удалить одну-две звезды в том случае, если не нравятся научная фантастика или фильмы трилогии.